# Bikolski jezici
Bikolski jezici, ogranak centralnofilipinskih jezika koji se govore na području Filipina u provincijama Catanduanes, Bicol i Camarines Sur. Obuhvaća osam jezika koji čine tri uže skupine: pandan, s jezikom sjeverni catanduanes bicolano; bikolski iz unutrašnjosti: s podskupinom buhi-daraga i jezikom albay bicolano, podskupinom iriga i jezik iriga bicolano, i mt. iriga agta; obalna skupina s podskupinom naga i jezicima isarog agta, mt. iraya agta i centralni bicolano, i podskupina Virac s jezikom južni Catanduanes bicolano

## Vanjske poveznice
- Ethnologue (14th)
- Ethnologue (15th)